# Ritchiella
Ritchiella is een geslacht van rechtvleugeligen uit de familie veldsprinkhanen (Acrididae). De wetenschappelijke naam van dit geslacht is voor het eerst geldig gepubliceerd in 1992 door Mungai.

## Soorten
Het geslacht Ritchiella omvat de volgende soorten:
- Ritchiella asperata Bolívar, 1882
- Ritchiella baumanni Karsch, 1896
- Ritchiella rungwensis Mungai, 1992
- Ritchiella sanguinea Sjöstedt, 1912
- Ritchiella uvarovi Sjöstedt, 1924